# Polianivka, Novohrad-Volînskîi
Polianivka (în ucraineană Поліянівка) este localitatea de reședință a comunei Polianivka din raionul Novohrad-Volînskîi, regiunea Jîtomîr, Ucraina.

## Demografie
Componența lingvistică a localității Polianivka
     Ucraineană (98,27%)
     Rusă (1,73%)
Conform recensământului din 2001, majoritatea populației localității Polianivka era vorbitoare de ucraineană (98,27%), existând în minoritate și vorbitori de rusă (1,73%).